# Khin Hnin Yu
Khin Hnin Yu (burmesiska: ခင်နှင်းယု), född 7 september 1925 i Khin Su, död 21 januari 2003 i Rangoon, var en burmesisk författare. Hon blev känd för sina skildringar av efterkrigstidens Burma samt kvinnors situation i det burmesiska samhället. Khin Hnin Yus första novell Ayaing ("Det vilda") publicerades i tidskriften Sar Padaytha 1947, vilket efterföljdes av ett stort antal romaner och novellsamlingar.
Hon var kusin till U Nu som var Burmas första premiärminister.

## Utmärkelser
- 1961: Burmas nationella litteraturpris
- 1995: Burmas nationella litteraturpris